# Мильков монастырь
Мильков монастырь (серб. Манастир Миљково также Введенский Мильков монастырь) — женский (ранее — мужской) общежительный монастырь в честь Введения во храм Пресвятой Богородицы Браничевской епархии Сербской православной церкви. Расположен рядом с городом Свилайанац, вблизи реки Моравы у железнодорожного узла Лапово.
Монастырь имеет четыре престольных праздника:
- Рождество Пресвятой Богородицы — 8 (21) сентября;
- Введение Пресвятой Богоодицы в храм — 21 ноября (4 декабря);
- Преподобный Максим Исповедник — 21 января (3 февраля);
- Преображение Господне — 6 (19) августа.

## История
Предположительно основан во времена деспота Стефана Лазаревича, сына святого князя Лазаря, хотя отдельные исследователи не исключают, что обитель существовала и ранее и была только обновлена. Вероятно, что монастырь Буковица (прежнее название Мильковского монастыря) был подворьем монастыря Манасия, основанного в то же период и бывшего в то время важнейшим духовным центром Сербии.
Достаточно часто монастырь упоминается и после османского завоевания в документах турецких наместников как монастырь Введение Пречистой (серб. Пречиста Ваведенье). Во время турецкого владычества Мильков монастырь разделил судьбу многих других православных монастырей Сербии: несмотря на помощь в то время ещё полусвободных князей соседних Молдавии и Валахии, он постепенно пришёл в упадок и после очередного турецкого набега окончательно опустел (вероятнее всего сожжен и разграблен).
В 1787 году, когда территория края во время австро-турецкой войны была освобождена от турок, монастырь пребывал в развалинах. Его обновил богатый торговец Милько Томич, который здесь же и завершил свой жизненный путь (неизвестно, как мирянин или как монах). По имени Милько Томича монастырь и получил современное название, хотя это не единственный человек с именем Милько, посвятивший свою жизнь монастырю.
Мирное существование обители продолжалось недолго: вскоре турки опять сожгли монастырь и он вновь опустел. Перед началом Первого сербского восстания в монастыре принял постриг священник Милько Ристич (в монашестве Мелентий), который на скромные средства и в тяжелых условиях трудился над обновлением монастыря. Иеромонах Мелентий состоял в родстве с Карагеоргием и всеми силами помогал восставшим, что не прошло незамеченным для турок. После подавления восстания турецкие власти в отместку уничтожили монастырь, предварительно разграбив его. Иеромонах Мелентий остался жив и в 1815 году во время Второго сербского восстания он опять предпринимает попытки обновить монастырь. Уже в 1818 году монастырь описан как «поющий», то есть действующий. Сам иеромонах Мелентий скончался после окончания второго сербского восстания, а сербский народ до сего дня бережно хранит память о нём: останки его были перенесены в монастырский склеп, а могильный камень почитается в народе и считается помогающим при болезнях, особенно психических.
Монастырский колокол, отлитый ещё при Карагеоргии, в 1830 году при князе Милоше Обреновиче был перенесен в Крагуевац и первым зазвонил в освобожденной от турецкого владычества Сербии. Предполагают, что этот колокол был не только первым, но и единственным в то время в Сербии, так как после его уже не вернули в Мильков монастырь, но перенесли в монастырь Манасию, а Мильковской обители князь Милош Обренович позднее даровал новый колокол.

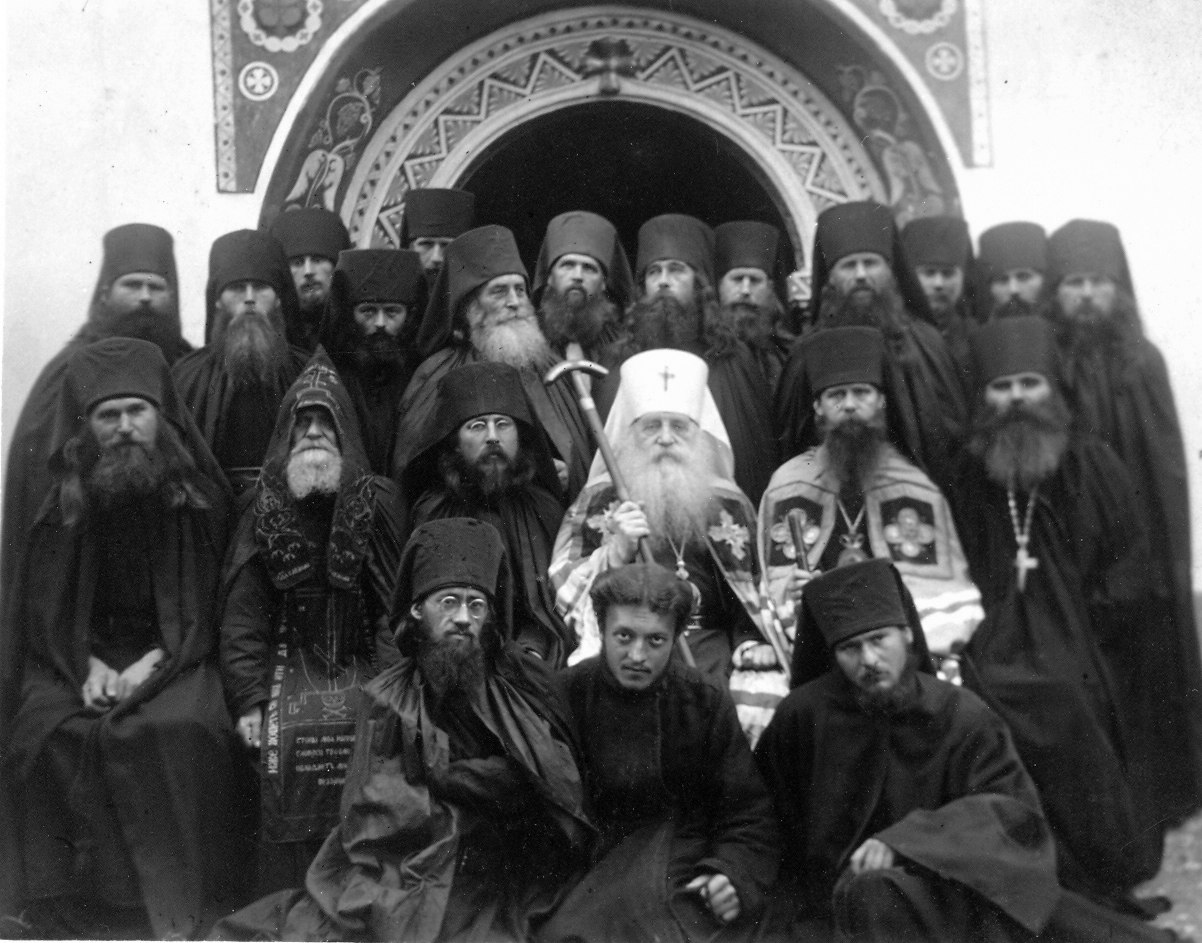
Митрополит Антоний (Храповицкий) с братией Милькова монастыря в 1926 году

В период Первой мировой войны монастырь принял множество беженцев и всю войну поддерживал бедноту из окольных деревень. В 1920-е монастырь пополнился русскими монахами из Валаамского и других монастырей. В 1925 году настоятеля Мирона (Янкович), переведённого в другую обитель, сменил иеромонах Феодосий (Волков), удалённый финским правительством из Валаамского монастыря за приверженность старому стилю. В монастырь также прибыл валаамский беженец иеродиакон Феофил (Семяков). В 1926 году по договорённости между РПЦЗ и Сербским Патриархатом монастырь стал русско-сербским, а 4 февраля 1926 года в него прибыли шесть русских монахов-эмигрантов во главе с настоятелем иеромонахом Амвросием (Кургановым) (1896—1933), человеком незаурядных моральных качеств и силы духа, начавшим свой монашеский путь послушником Оптиной пустыни. Уже в конце 1926 года в монастыре было 20 монахов, в основном, русских. Роль монастыря как одного из важнейших духовных центров Сербии становилась все более заметной. Здесь в 1926 году принял постриг Иоанн (Максимович), а среди братии был монах Антоний (Бартошевич), будущий архиепископ Женевский и Западно-Европейский, Антоний (Медведев), Антоний (Синкевич) и будущий архиепископ Западно-Американский Тихон (Троицкий).
В 1926 году в праздник свт. Петра монастырь посетил митрополит Киевский и Галицкий Антоний (Храповицкий), представитель архиерейского Синода РПЦЗ. В том же году 11 октября монастырь посетил епископ Браничевский Митрофан.
С 15 до 29 июня 1928 года в монастыре пребывала чудотворная икона Божией Матери «Курская», которой поклонилось большое число верующих. В том же году на праздник Успения Пресвятой Богородицы монастырь посетил епископ Браничевский Митрофан, а 4 сентября — епископ Черноморский Сергий.
В 1931 году в монастыре числилось 17 монахов, из которых 7 — сербы и 10 — русские, монастырь продолжает расти и развиваться, как и его влияние в народе. В 1931 году монастырь посетили русский епископ Детройтский Феодосий и епископ Захумско-Герцеговский Йован. В 1932 году в монастырь послушником поступил 18-летний Томислав Штрабулович, позднее известный всей Сербии как старец Фаддей Витовницкий, один из знаменитых сербских духовников нового времени.
В 1936 году игумен монастыря Лука (Родионов) вместе с братией по решению церковных властей были переведены в монастырь Тумане, а братия из монастыря Тумане — в Мильков монастырь.
С 1952 года монастырь по решению Синода Сербской православной церкви стал женским, а 30 октября состоялась передача должности между игуменом Никанором и монахиней Дорофеей, ставшей игуменьей женского общежительного Милькова монастыря.
В 1969 году монастырь объявлен памятником культуры и взят под охрану государства.
В настоящее время в монастыре проживают 19 монахинь во главе с игуменьей Ангелиной, с 2007 года возглавляющей обитель.

## Храмовые постройки
Монастырская церковь посвящена Введению в храм Пресвятой Богородицы.
В 1967—68 годах церковь расписал и частично отреставрировал старые фрески известный сербский иконописец, монах Милькова монастыря Наум (Андрич). Иконы иконостаса: Спаситель, Пресвятая Богородица, на северных вратах — Архангел Михаил, а на южных — св. архидиакон Стефан написаны им же.
Вся храмовая живопись выполнена в византийском стиле. На южной части храма находятся лики русских святых: преподобных Германа Валаамского и Сергия Радонежского. Иконостас выполнен из орехового дерева и украшен искусной резьбой.

## Святыни
В монастыре в зимнем храме св. Максима Исповедника находится чудотворный список с иконы Божией Матери «Ахтырская». Множество паломников стекается в монастырь, чтобы поклониться этой чудотворной иконе.

## Настоятели
- Мелентий (Ристич), иеромонах (1803—1819)
- Пантелеимон, иеромонах (1850-е)[4]
- Феодосий, игумен (1900-е)
- Мирон (Янкович), игумен (? — 1925)
- Феодосий (Волков), иеромонах (1925—1926)
- Амвросий (Курганов), схиархимандрит (1926 — 17 мая 1933)[5]
- Лука (Родионов), игумен (1933—1936)
- Никанор, игумен (? — 30 октября 1952)

Игуменьи
- Дорофея (Бойкович)[серб.], игуменья (30 октября 1952 — 25 декабря 2007)
- Ангелина (Радисавлевич)[серб.], схиигуменья (27 декабря 2007 — 3 февраля 2017)
- Анастасия (Симеонович), игуменья (с 20 февраля 2017)

## Галерея

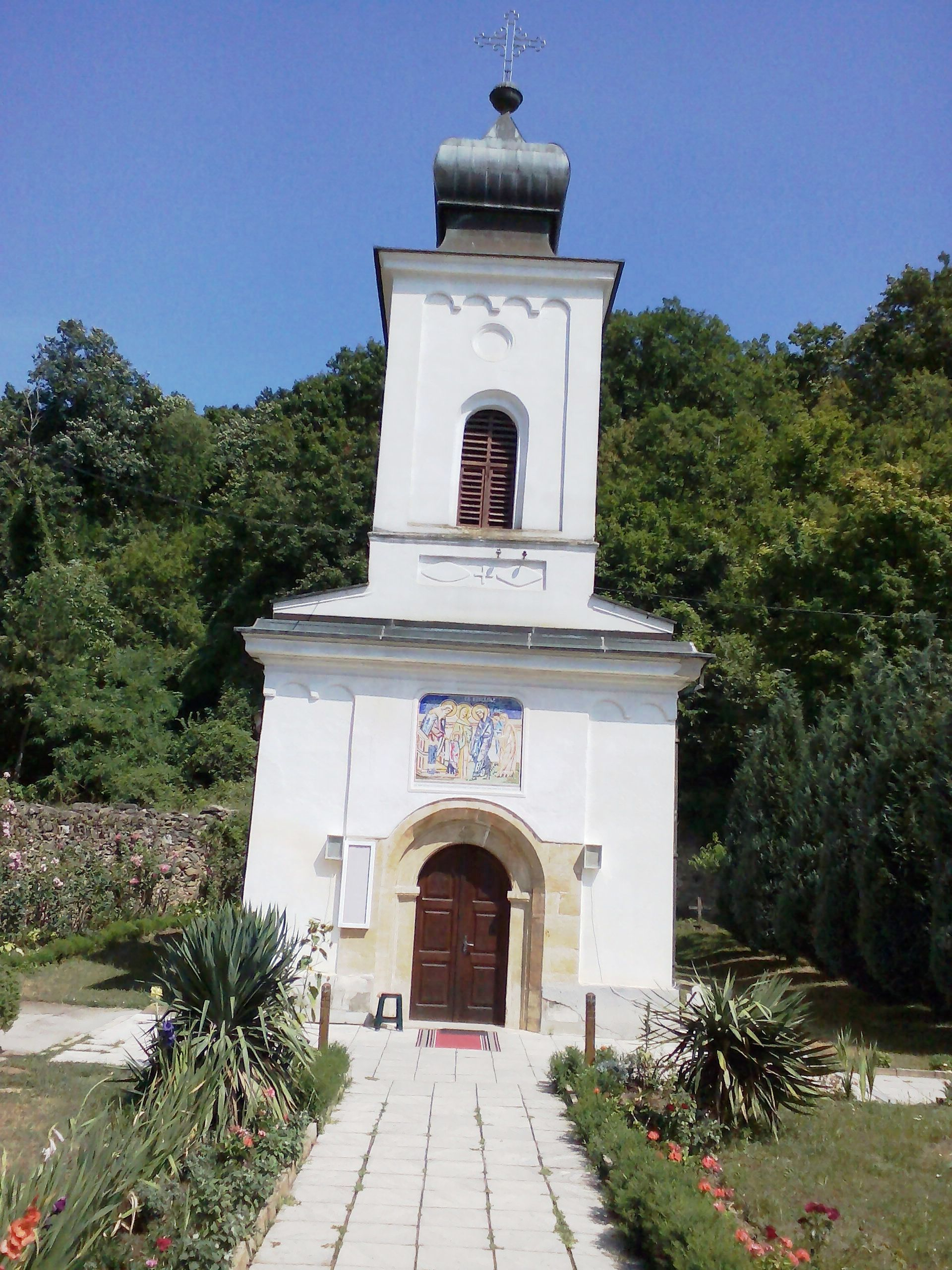
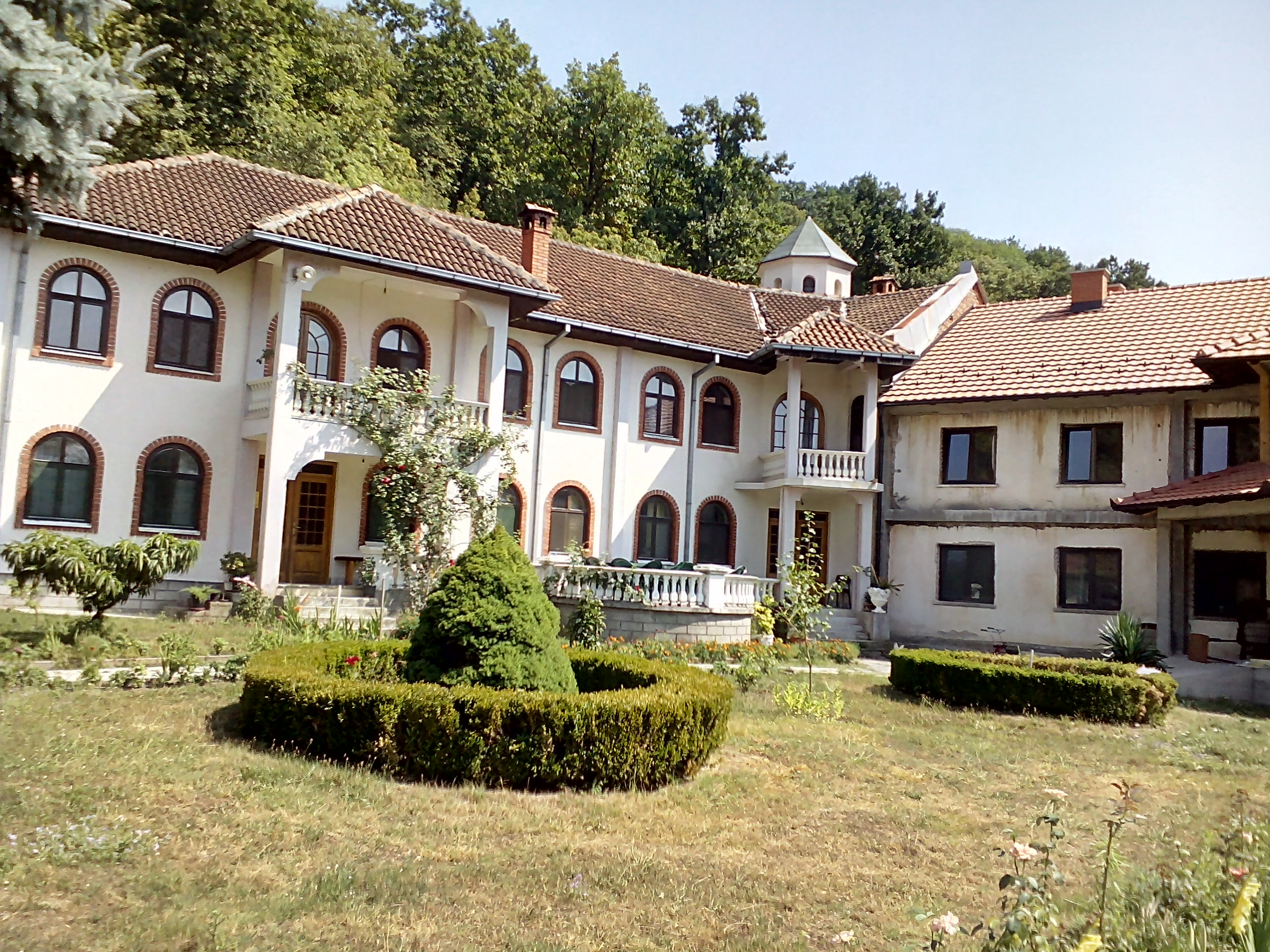
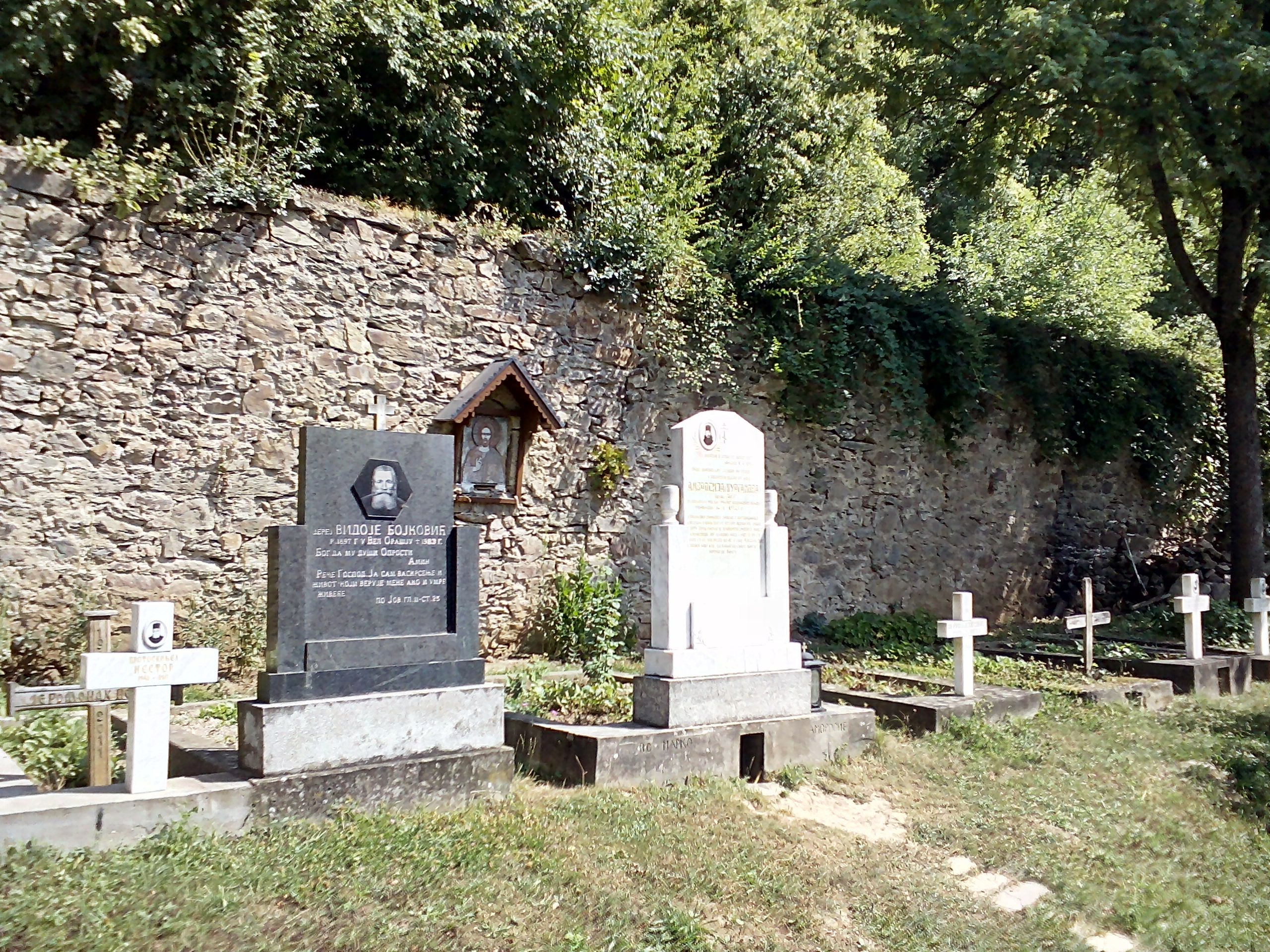
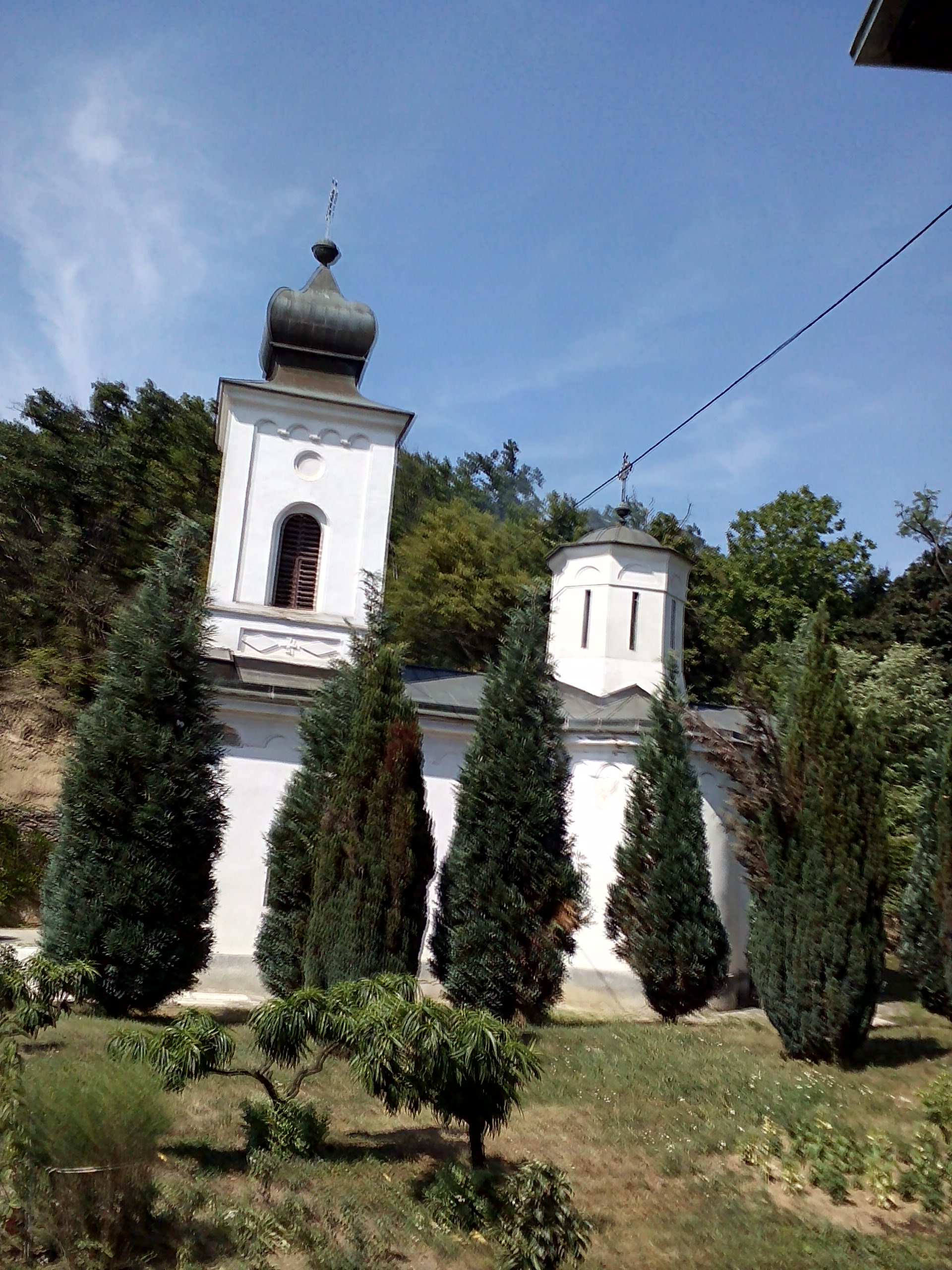
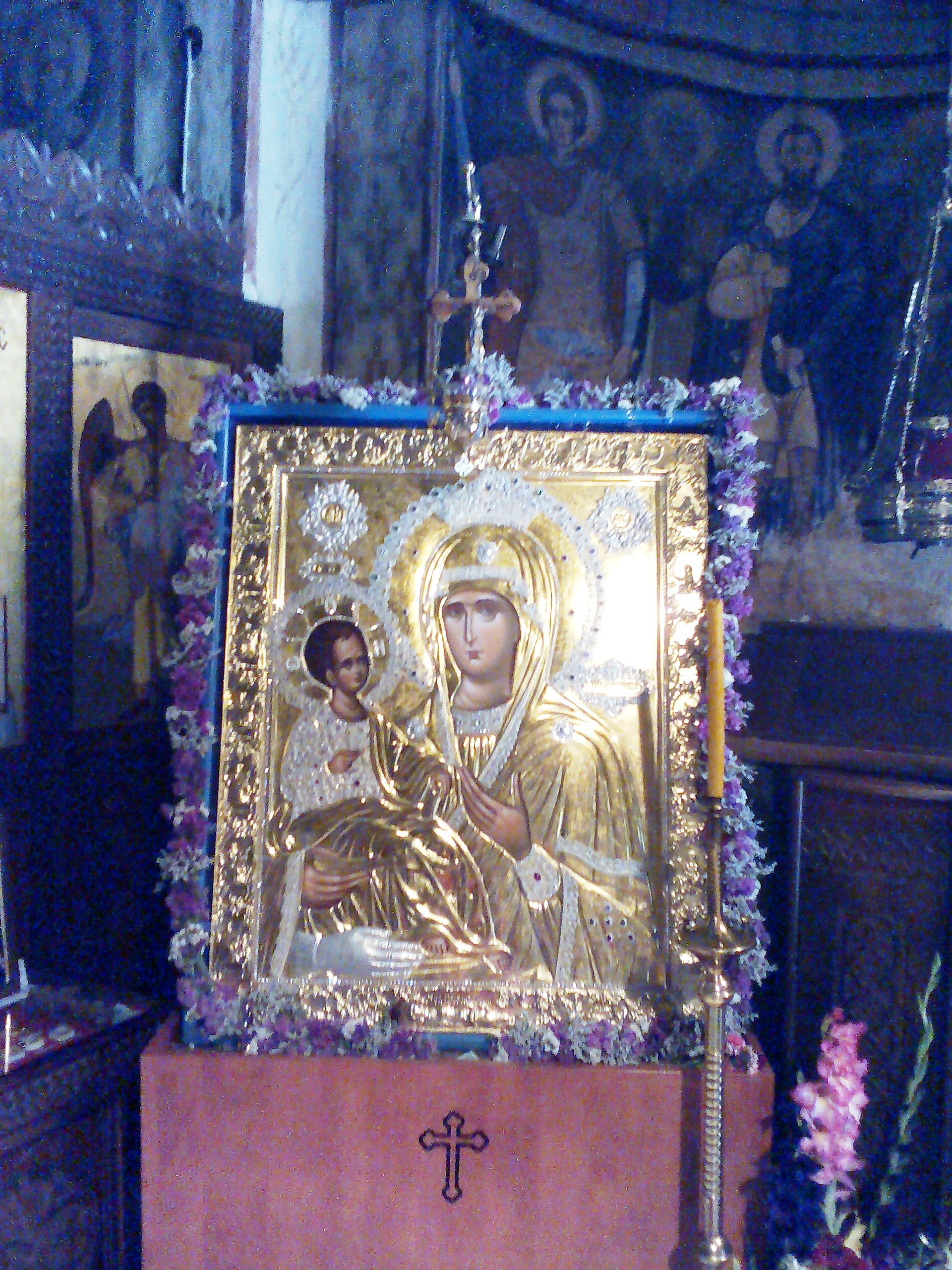